# Coquillettia attica
Coquillettia attica är en insektsart som beskrevs av Bliven 1962. Coquillettia attica ingår i släktet Coquillettia och familjen ängsskinnbaggar. Inga underarter finns listade i Catalogue of Life.